# Su Weide
Su Weide (en chino: 苏炜德; 19 de marzo de 2000) es un deportista chino que compite en gimnasia artística.
Participó en los Juegos Olímpicos de París 2024, obteniendo una medalla de plata en la prueba por equipos (junto con Liu Yang, Xiao Ruoteng, Zhang Boheng y Zou Jingyuan).
Ganó dos medallas en el Campeonato Mundial de Gimnasia Artística de 2023, plata por equipos y bronce en la barra fija.

## Palmarés internacional
| Juegos Olímpicos   | Juegos Olímpicos  | Juegos Olímpicos  | Juegos Olímpicos     |
| Año                | Lugar             | Medalla           | Prueba               |
| ------------------ | ----------------- | ----------------- | -------------------- |
| 2024               | París (Francia)   | Medalla de plata  | Concurso por equipos |
| Campeonato Mundial |                   |                   |                      |
| Año                | Lugar             | Medalla           | Prueba               |
| 2023               | Amberes (Bélgica) | Medalla de plata  | Concurso por equipos |
| 2023               | Amberes (Bélgica) | Medalla de bronce | Barra fija           |